# Rubondo-Nationalpark
Der Rubondo-Nationalpark, auch Rubondo-Island-Nationalpark, ist ein Nationalpark im Nordwesten Tansanias. 

Geländewagen der Nationalparkverwaltung.

## Geographie
Der Nationalpark liegt auf der Insel Rubondo im Südwesten des Victoriasees, rund 150 Kilometer westlich von Mwanza. Neben der Insel Rubondo gehören elf kleine Inseln und die umliegende Wasserfläche zum Park, insgesamt 457 Quadratkilometer. Jeweils die Hälfte der Fläche entfällt auf Land und auf Wasser. Die größte Insel Rubondo ist 26 Kilometer lang und zwischen drei und zehn Kilometer breit mit der höchsten Erhebung von 351 Meter über der Wasserfläche des Sees. In zwei Regenzeiten mit Spitzen im Dezember und April/Mai regnet es im Jahresdurchschnitt 1200 Millimeter.
Das Wetter im Jahresverlauf:
- Juni bis September: Es ist größtenteils sonnig bei nur geringen Niederschlägen. Die Nachmittagstemperaturen liegen bei 27 Grad Celsius, von Juni bis August gibt es mit 15 Grad die kühlsten Nächte.
- Der Oktober ist das Ende der Trockenzeit mit gelegentlich Regenfällen.
- November und Dezember: Bei hoher Luftfeuchtigkeit ist es bei Nachmittagstemperaturen von 27 Grad Celsius schwül, in der Nacht kühlt es auf 18 Grad ab. An den Nachmittagen gibt es meist gewittrige Regenschauer.
- Januar und Februar: Kurze Regen am Nachmittag sind möglich.
- März bis Mai: Vor allem im April und im Mai gibt es starke Regenfälle. Die Straßen und Wege sind schwer passierbar, die Unterkünfte bleiben geschlossen.

## Geschichte
Im Jahr 1965 wurde die Insel Rubondo auf Betreiben von Prof. Bernhard Grzimek zu einem Wildreservat erklärt. Es wurden Schimpansen, Elefanten, Giraffen, Antilopen, Moschusböckchen, Schwarz-weiße Stummelaffen und Spitzmaulnashörner auf der Insel freigelassen.  Das Ziel war, diese von Ausrottung bedrohten Tiere zu schützen. Im Jahr 1977 wurde das Gebiet zum Nationalpark erklärt.

## Biodiversität

### Vegetation
Neunzig Prozent der Landfläche des Parks sind von Regenwald bedeckt, die übrigen Flächen nehmen offenes Grasland, Papyrussümpfe und Sandstrände ein. In den Wäldern wachsen unter anderem Tamarindenbäume, Palmen, Jasmin und vierzig Orchideenarten.

### Tierwelt
Einheimische Säugetiere sind Sitatunga, Buschböcke, Zwergaffen, Ginsterkatzen, Flusspferde und Krokodile. Andere Tierarten wurden seit 1966 auf der Insel ausgesetzt, wie eine Gruppe geretteter Schimpansen, Schwarz-weiße Stummelaffen, Giraffen und Elefanten. Der Schutzstatus macht den Park auch zu einem bevorzugten Rastplatz für Zugvögel. An den sumpfigen Ufern brüten Reiher, Störche, Löffler und Eisvögel. Insgesamt können 400 Vogelarten beobachtet werden, unter anderen auch angesiedelte Graupapageien. Im Wasser leben Buntbarsche (Haplochromis und Tilapia) sowie Nilbarsche.
| Rubondo ist mit jährlich 1000 Besuchern ein wenig frequentierter Nationalpark. Er wird gleichermaßen von Einheimischen und Touristen besichtigt. | Hier fehlt eine Grafik, die leider im Moment aus technischen Gründen nicht angezeigt werden kann. Wir arbeiten daran! |

### Anreise

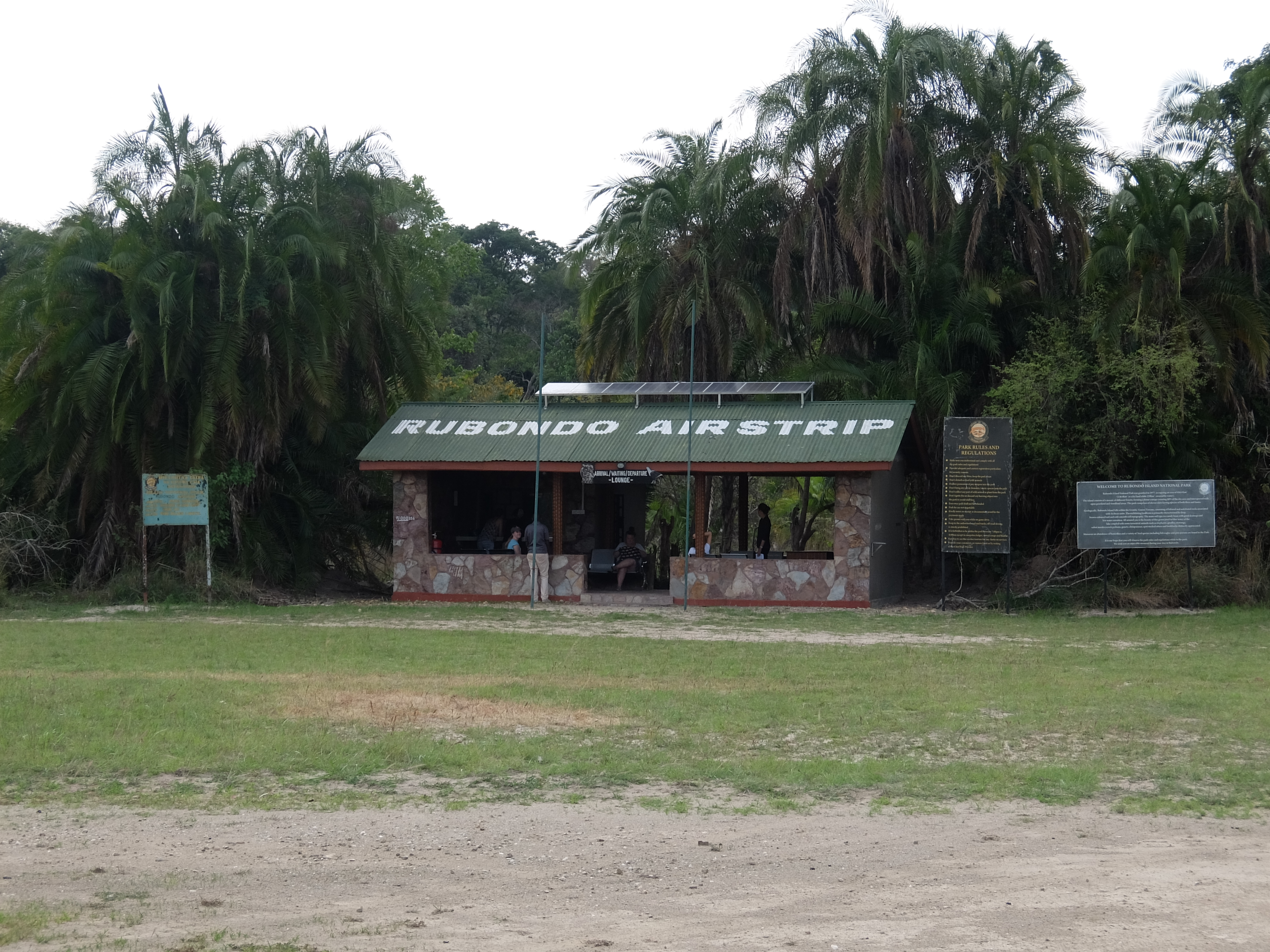
Wartehaus am kleinen Flugplatz Rubondo.

### Besuchszeit
Die beste Besuchszeit ist die trockenen Monate Juni, Juli und August. Für die Beobachtung von Schmetterlingen und Blumen sind die Monate von November bis März geeignet, Zugvögel findet man vor allem in der Zeit von Dezember bis Februar.

## Besonderes

### Freilassung von Schimpansen
In den Jahren 1966 bis 1969 wurden auf Betreiben der Zoologische Gesellschaft Frankfurt vier Gruppen von Schimpansen freigelassen. Die Tiere waren ursprünglich in Guinea, Elfenbeinküste und Sierra Leone gefangen worden und lebten seit wenigen Monaten bis neun Jahren in verschiedenen deutschen und dänischen Tiergärten. Dort waren sie sehr unterschiedlich untergebracht, die Spanne reichte von guten Zoo-Bedingungen mit Gruppenhaltung bis zu Einzelhaltung in unzureichenden Käfigen. Viele Tiere waren schwierig und hatten auch Wärter angegriffen. Zwei Tiere mussten bald nach der Freilassung getötet werden, da sie auf der Insel Menschen angriffen. Im Jahr 1968 wurden die ersten in Freiheit geborenen Jungen beobachtet. Von 1996 bis 1999 führten die tansanische Nationalparkverwaltung TANAPA und die Zoologische Gesellschaft Frankfurt ein Beobachtungs-Projekt durch.